# Culture aborigène (timbre d'Australie)
Cet article recense les timbres émis en Australie qui représentent des aspects de la culture aborigène. Cela comprend la mythologie, l'art, l'artisanat (en) et les rites.

## XXesiècle

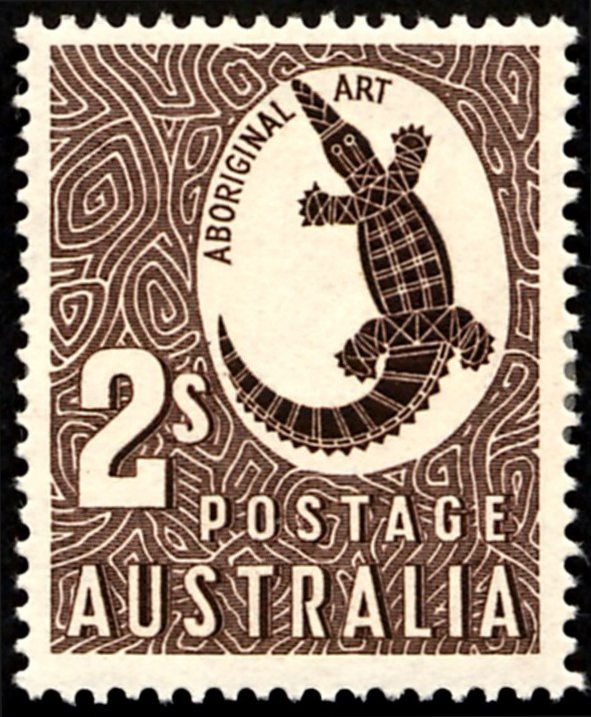

### 1948
Australia Post émet le premier timbre qui représentant de l'art aborigène. Le timbre de 2 shillings montre un crocodile, dans un style d'art rupestre. Il fait partie de la collection de timbres sur les animaux émise cette année. L'artiste, Gert Sellheim (en), n'est pas aborigène.

### 1971
Émission des premiers timbres qui montrent de l'authentique art aborigène. Le design du timbre de 20 cents représente une tortue à long coup, originaire de la Terre d'Arnhem. Celui de 25c est basée sur une photographie de l’anthropologue Walter Baldwin Spencer qui montre des hommes aborigènes avec des peintures corporelles traditionnelles du peuple Warramunga. Celui de 30c montre de l'art rupestre issu d'une grotte en Terre d'Arnhem. Celui de 35c représente les poteaux funéraires de l'Île Bathurst.

### Années 1980
En 1982, un timbre représentant Gurgurr the moon man dans un style d'art rupestre est émis en octobre pour commémorer l'ouverture de la National Gallery de Canberra. En novembre de la même année, quatre timbres sur le thème de la culture aborigène (Aboriginal Culture in Music and Dance) sont émis. Ils représentent des esprits lumineux appelés mimi. C'est la première fois que les designs sont réalisés par des artistes aborigènes : David Milaybuma (27c), Lofty Nabardayal (40c), Jimmy Galareya (65c) et Dick Nguleingulei-Murrumurru (75c).
En 1984, la première série de timbres émis pour le bicentenaire de l'Australie représente de l'art rupestre aborigène. Les designs montrent entre autres des bonhommes bâton, des divinités Wondjina, un python, un opossum et un poisson barramundi. Un livret explicatif intitulé The First Australians est publié, il fait partie de la série Our Heritage in Stamps (Australian Bicentennial Collection).
En 1986, à occasion de la célébration de l'Australia Day, un timbre de 33 cents montre le continent australien protégé par un esprit Wondjina. Il tient dans sa main un œuf.
En 1987, une série de cinq timbres représentent des éléments de l'artisanat traditionnel aborigène (Aboriginal Crafts). On retrouve les motifs d'un propulseur (3c, Australie-Méridionale), d'un bouclier (15c, Nouvelle-Galles du Sud), d'un panier (37c, Queensland), d'un bol (37c, peuple Pintupi du désert occidental) et d'une ceiture (37c, Terre d'Arnhem).
En 1988, quatre timbres qui célèbrent l'Art du Désert sont émis. Chaque design représente un évènement qui se déroule dans le temps du rêve, l'ère spirituelle qui précède la création de la Terre. Le timbre de 37 cents appelé Bush Potato Country est créé par Turkey Tolson Tjupurrula (en) et David Corby Tjapaltjarri. Celui de 55c, Courtship Rejected, est créé par Limpi Puntungka Tjapangati. Celui de 90c s'appelle Medicine Story et celui de 1 dollar, Ancestor Dreaming, est créé par Tim Leura Tjapaltjarri.

### Années 1990
En 1993 est célébrée l'année internationale des personnes autochtones (International Year of Indigenous People). Pour l'occasion, trois séries de timbres sont émises. La première représente deux aquarelles du peintre aborigène Albert Namatjira. La deuxième représente quatre oeuvres d'art par d'autres artistes aborigènes : Wild Onion Dreaming de Pauline Nakamarra Woods (en) (45c), Yam Plants de Jack Wunuwun (75c), Goose Egg Hunt de George Milpurrurru (en) (85c) and Kalumpiwarra-Ngulalintji de Rover Thomas (en)($1). La troisième série représente à nouveau quatre oeuvres : Black Cockatoo Feather de Fiona Foley (en)(45c), Ngarrgooroon Country de Hector Jandany (en) (75c), Ngak Ngak de Ginger Riley Munduwalawala (en) ($1) et Untiled de Robert Cole ($1.05).
En 1995, à l'occasion du Centenaire du Cinéma, un timbre illustre le film Jedda, sorti en 1955 et qui est le premier à avoir une personne aborigène dans un rôle principal.
En 1997, quatre timbres illustrent des mythes issus de la série d'animations The Dreaming, réalisée par l'Australian Film Commission en 1995 et 1997. Les mythes s'intitulent Dumbi the owl (mythe du peuple Hibiscus), The Two Willy-Willies (mythe du peuple Wangkatha (en)), How Brolga Became a Bird (mythe du peuple Muthi Muthi (en)) et Tuggan Tuggan (mythe de l'île Stradbroke).

## XXIesiècle

### Années 2000
En 2001, un timbre commémore les dix ans de la chanson Treaty, du groupe de musique aborigène Yothu Yindi.
En 2002, à l'occasion du centenaire de la naissance de Albert Namatjira, quatre autres de ses aquarelles sont représentées sur des timbres (tous de 45c).
En 2003, quatre timbres mettent en lumière le mouvement de peinture Papunya Tula. Les œuvres, toutes sans titre, sont réalisées par Ningura Napurrula ($1.10), Naata Nungurrayi ($1.65), Graham Tjupurrula ($2.20) et Dini Campbell Tjampitjinpa ($3.30), des aborigènes du peuple Pintupi.
En 2009, une série de cinq timbres représentants des peintures faites par des artistes aborigènes est émise : Mamu (55c, par Nura Ripert (en)), All the Jila (55c, par Jan Billycan), Mina Mina (55c, par Judy Napangardi Watson (en)), Untitled ($1.40, par Elaine Russell) et Natjula ($2.05, par Tjuruparu Watson).

### Années 2010
En 2011, à l'occasion du 50e anniversaire des relations entre l'Australie et la Corée du Sud, un timbre montrant un aborigène jouant du didgeridoo, un instrument à vent traditionnel, est émis.
En 2017, le design du timbre commémorant le 50e anniversaire du référendum sur l'inclusion des personnes aborigènes dans la législation et le recensement reprend la pratique artistique du pointillisme, utilisée dans les oeuvres d'art et les peintures corporelles. La même année, une série de timbres (deux de $1 et deux de $2) ayant pour thème l'Art du Nord (Art of the North) montre le travail de deux artistes du Territoire du Nord, Banduk Marika et Bede Tungutalum.

### Années 2020
En 2020, une série de timbres longs est émise pour célébrer le 250e anniversaire du premier voyage de James Cook. Chaque timbre, réalisé en partie par l'artiste aborigène Jenna Lee, montre à la fois la perspective européenne et aborigène concernant ce voyage. On y voit par exemple la délimitation des peuples autochtones sur le territoire ou des silouhettes décorées de peintures corporelles traditionnelles. La même année, un timbre qui fait partie d'une série sur les projects scientifiques célèbre le project Ngukurr Wi Stadi Bla Kantri (« Nous étudions la terre de notre pays » en créole australien), qui aide à préserver le savoir bio-culturel des aborigènes du sud-est de la Terre d'Arnhem. Une dernière série de timbres sur la culture aborigène est émise en 2020, consacrée à l'Art du Désert . Deux oeuvres ($1.10) sont associées aux artistes Warlayirti, Milnga-Milnga par Boxer Milner et Untitled par Eubena Nampitjin (en), et deux autres oeuvres ($2.20) sont réalisées par la coopérative de Papunya Tula dans le Territoire du Nord, Tingarri Mamultjulkulakutu par Fred Ward Tjungurrayi et Kangaroo Dreaming par Walter Tjampitjinpa.
En 2021, deux oeuvres d'art ($1.10) réalisées par des artistes aborigènes sont incluses dans la série Australian Contemporary Sculpture. La première, Smiley Blue Eye, est réalisée par Lex Namponan et représente un chien qui est le totem sacré de son clan, du peuple Wik (en). La deuxième, Eel trap, représente un didgeridoo et est réalisée par Yvonne Koolmatrie, du peuple Ngarrindjeri.
En 2022, la série Aboriginal Fibre Art montre le travail artisanal des femmes du peuple Yolngu. Les trois timbres ($1.10) représentent des paniers et corbeilles en torsade, par Lucy Wanapuyngu (en), Mary Djupuduwuy Guyula et Walinyinawuy Guyula. La même année, la série Bush Seasonings met en avant trois plantes traditionnelles (deux timbres de $1.10 et un de $2.20) utilisées pour le tissage, la médecine ou dans des cérémonies ːTasmannia lanceolata, Mentha australis et Backhousia citriodora. Enfin, deux timbres ($1.10) sont émis qui représentent de l'art rupestre de la communauté Worrorra. Le premier montre des crocodiles et le deuxième des Gwion Gwion (en).
En 2024, une série de trois timbres ($1.50) sur le mythe des Sept Sœurs est émise. En octobre de la même année, une série de quatre timbres ($1.50) réalisée par l'artiste aborigène Chern'ee Sutton (en) issu des Kalkatungu (en) est émise. Les designs représentent des éléments de la région du Mont Isa dans le Queensland.